# عماد محسن
عماد محسن (زادهٔ ۳ نوامبر ۱۹۹۶) بازیکن فوتبال اهل عراق است که در پست مهاجم برای باشگاه فوتبال نیروی هوایی عراق بازی می‌کند.
وی همچنین در تیم ملی فوتبال عراق بازی کرده‌است.